# Сан-Леонардо-ин-Пассирия
Сан-Леонардо-ин-Пассирия (итал. San Leonardo in Passiria) — коммуна в Италии, располагается в регионе Трентино — Альто-Адидже, в провинции Больцано.
Население составляет 3411 человек (2008 г.), плотность населения составляет 39 чел./км². Занимает площадь 88 км². Почтовый индекс — 39015. Телефонный код — 0437.
Покровителем коммуны почитается святой Леонард Ноблакский, празднование 6 ноября.

## Демография
Динамика населения:

## Администрация коммуны

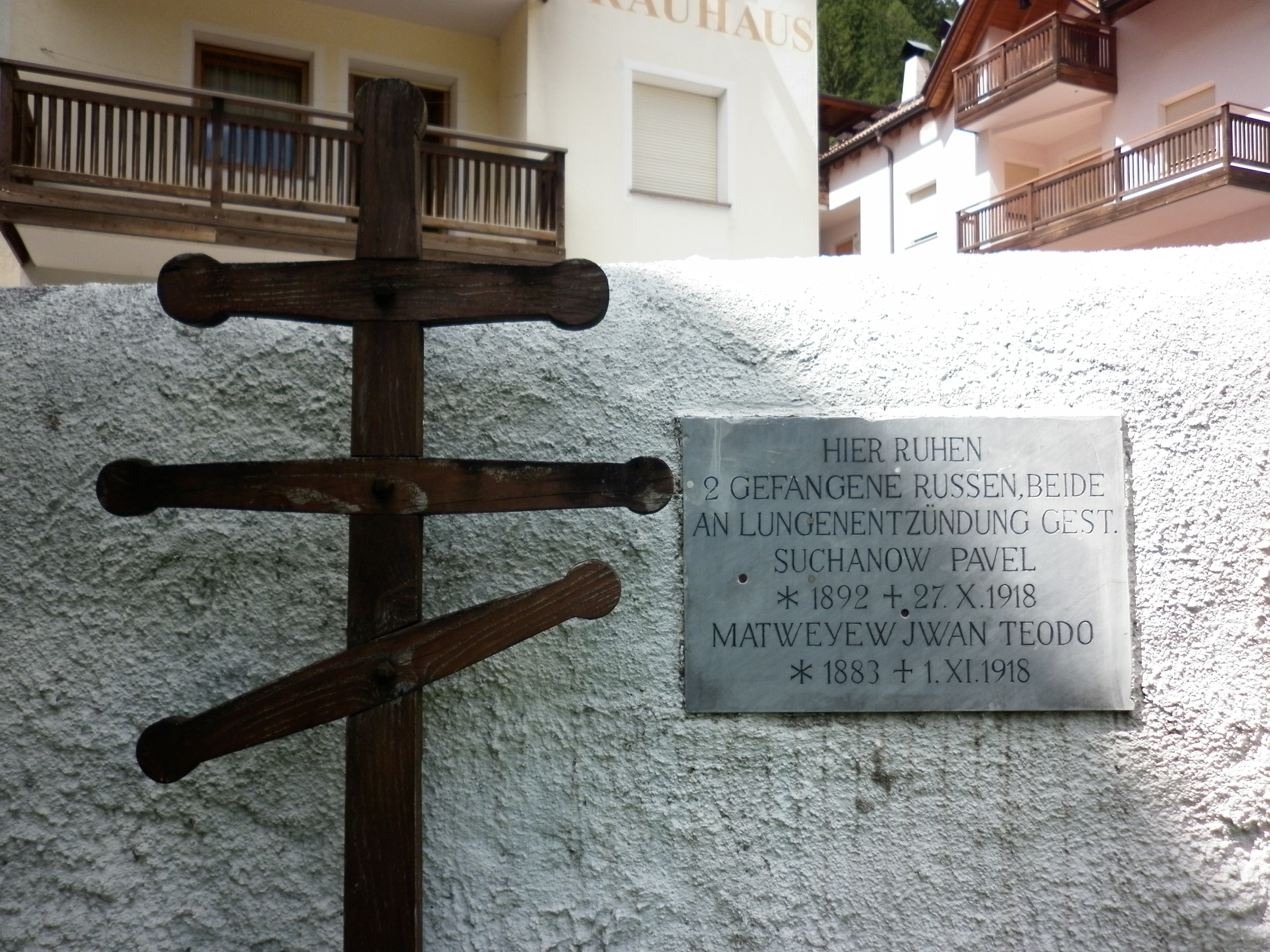

- Официальный сайт: http://www.comune.sanleonardoinpassiria.bz.it/